# Berntheiselsches Haus
Das Berntheiselsches Haus in der Kranichsteiner Straße 110 ist ein denkmalgeschütztes Fachwerkhaus in der südhessischen Stadt Darmstadt. 

## Geschichte und Beschreibung
Das massive, giebelständige, verputzte Klinkergebäude wurde im 19. Jahrhundert erbaut und wird bis in die Gegenwart als Wohnhaus genutzt. 
Es besitzt ein steiles Mansarddach mit Krüppelwalm in Biberschwanzdeckung, einen Fachwerkgiebel und Giebelgauben.
An der Tür und den Fenstern befinden sich Sandsteingewände.
Bauherr und erster Bewohner war der Ziegeleibesitzer Berntheisel. 
Dieser Fachwerkhaustypus wurde mit Mauerziegeln aus eigener Produktion errichtet.

## Denkmalschutz
Aus architektonischen und stadtgeschichtlichen Gründen steht das Bauwerk unter dem Denkmalschutz des Landes Hessen.